# Vincenzo Batelli
Vincenzo Batelli (Firenze, 1786 – Firenze, 1858) è stato un editore e tipografo italiano.

## Biografia
Tipografo e editore fiorentino attivo nella prima metà dell'Ottocento. Oltre alla cospicua attività tipografica e editoriale, si ricorda di lui l'ideazione e il coordinamento della posa delle statue degli uomini illustri nel loggiato degli Uffizi e la commessa data all'architetto Vittorio Bellini per l'edificazione di palazzo Galletti come sede del suo stabilimento calcografico. È sepolto a Firenze nel Cimitero della Misericordia.